# Список людей, які загинули під час сходження на Чо-Ойю

## Загальна характеристика гори

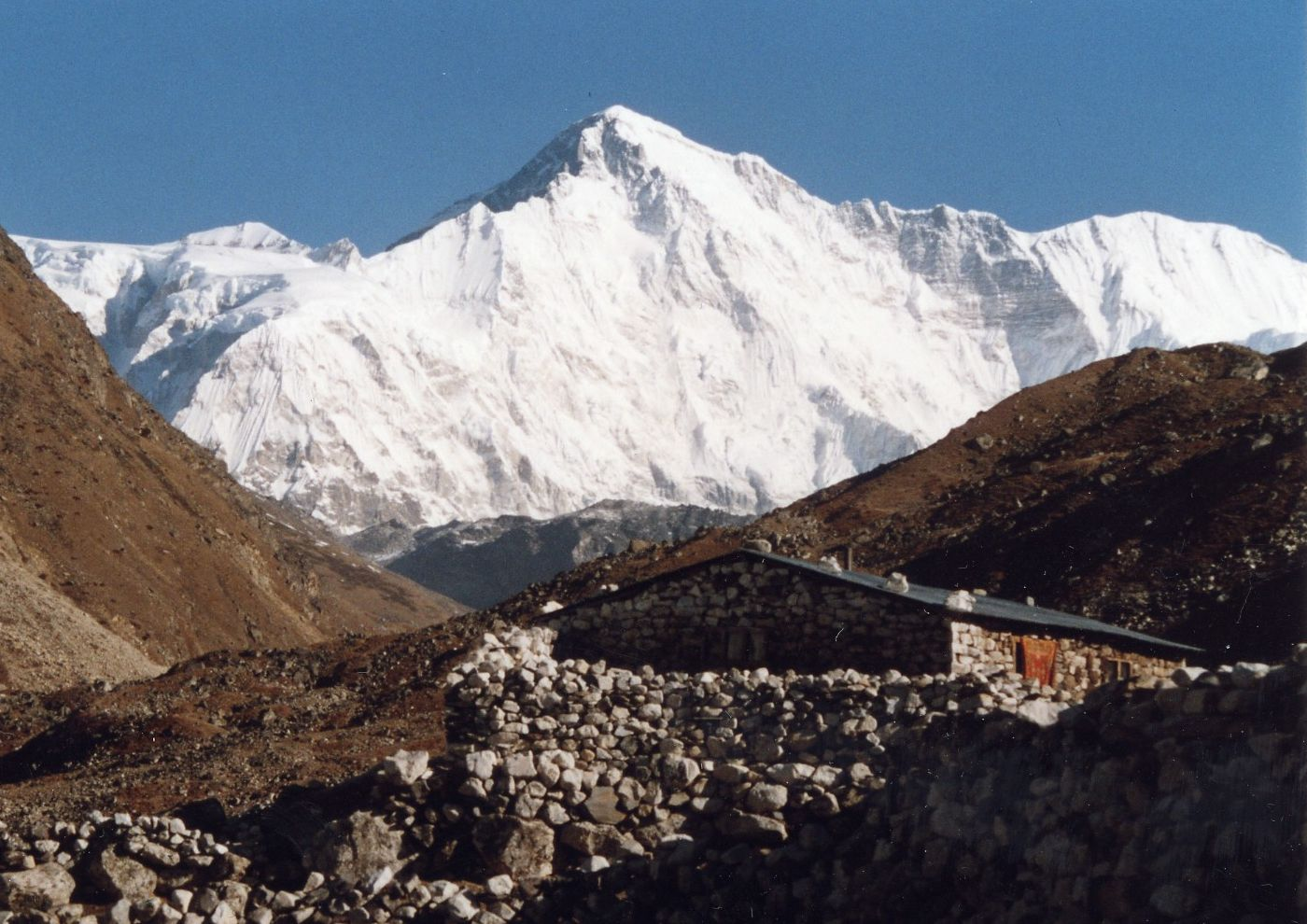
Вершина Чо-Ойю, оскільки її видно з Гокійо

Наведено дані до 2011 р.
Чо-Ойю (кит.: 卓奧有山) — гора у Гімалаях, 20 км на захід від Джомолунгми, на кордоні Китаю і Непалу; шоста за висотою вершина світу. Входить до складу масиву Евересту. Назва гори тибетською мовою означає «бірюзова богиня»
Гора вперше була скорена з північного заходу австрійською експедицією 19 жовтня 1954 у складі Йозефа Йехлера, Херберта Тіхи і шерпа Пасанг Дава Лами. Таким чином Чо-Ойю стала п'ятою підкореною вершиною з висотою понад 8000 м.

## Список загиблих
| Дата            | Прізвище                         | Національність  | Причини смерті        | Посилання         |
| --------------- | -------------------------------- | --------------- | --------------------- | ----------------- |
| 26 вересня 2011 | Joerg Henning                    | Німеччина       | Лавина                | [ 1 ] [ 2 ]       |
| 23 вересня 2011 | Rostislav Krpec                  | Чехія           |                       | [ 1 ] [ 3 ]       |
| 22 травня 2011  | Ronald Naar                      | Нідерланди      |                       |                   |
| 3 жовтня 2010   | Walter Nones                     | Італія          | Падіння               | [ 4 ]             |
| 3 травня 2010   | Сергій Нікітін                   | Росія           | Невідомо              |                   |
| 25 вересня 2009 | Clifton Maloney                  | США             | Захворювання          | [ 5 ]             |
| 2 червня 2009   | Dennis Verhoeve                  | Нідерланди      | Зрив                  | [ 6 ]             |
| 5 жовтня 2008   | Miha Valič                       | Словенія        | Висотна хвороба       |                   |
| 4 жовтня 2008   | Guy Leveille                     | Канада          | Зрив                  |                   |
| 9 травня 2006   | Raymund Spang                    | Німеччина       | Падіння               |                   |
| 11 травня 2005  | Lubos Stacho                     | Словаччина      | Захворювання          |                   |
| 13 жовтня 2004  | Xabier Ormazabal                 | Іспанія         | Гіпотермія            | [ 7 ] [ 8 ] [ 9 ] |
| 6 жовтня 2003   | Christos Barouchas               | Греція          | Виснаження            |                   |
| 16 травня 2003  | Guenter Welkisch                 | Німеччина       | Висотна хвороба       |                   |
| 14 травня 2003  | Paul Carr                        | Австралія       | Захворювання          | [ 10 ]            |
| 14 травня 2002  | Adam Cinnamond                   | Велика Британія | Розколина в льодовику | [ 11 ]            |
| 30 квітня 2002  | Chhong Ringee                    | Непал           | Невідомо              |                   |
| 9 вересня 2001  | Su-Ya Kim                        | Південна Корея  | Висотна хвороба       |                   |
| 11 жовтня 2000  | Pavle Milošević                  | Сербія          | Захворювання          |                   |
| 20 вересня 2000 | Pemba Gyalzen                    | Непал           | Лавина                |                   |
| 20 вересня 2000 | Pasang Nuru                      | Непал           | Лавина                |                   |
| 20 вересня 2000 | Pasang Nima                      | Непал           | Лавина                |                   |
| 4 травня 2000   | Павло Бонадисенко                | Росія           | Падіння               | [ 12 ]            |
| 4 травня 2000   | Noora Toivonen                   | Фінляндія       | Падіння               | [ 13 ]            |
| Взимку 1999     | Joan Carrillo Junca              | Іспанія         | Падіння               |                   |
| 26 вересня 1998 | Alexander Jaggi                  | Швейцарія       | Захворювання          |                   |
| 13 травня 1998  | Gerald Roesner                   | Німеччина       | Падіння               |                   |
| 30 квітня 1998  | Віктор Степанов                  | Росія           | Захворювання          |                   |
| 10 жовтня 1996  | Lubos Becak                      | Чехія           | Висотна хвороба       |                   |
| 6 жовтня 1996   | Hiroshi Oya                      | Японія          | Висотна хвороба       |                   |
| 20 квітня 1996  | Friedrich Zintl                  | Німеччина       | Захворювання          |                   |
| 8 жовтня 1994   | Lhakpa Gyalu                     | Непал           | Захворювання          |                   |
| 24 січня 1994   | Juan Carlos Piedra               | Швейцарія       | Зрив                  |                   |
| 24 січня 1994   | Jean-Luc Beausire                | Швейцарія       | Зрив                  |                   |
| 20 травня 1992  | Philippe Monnerat                | Швейцарія       | Зрив                  |                   |
| 21 жовтня 1991  | Юрій Гребенюк                    | СРСР            | Обвал льодової брили  |                   |
| 11 травня 1991  | Horst Wasmann                    | Німеччина       | Падіння               |                   |
| Влітку 1990     | Chandra Gurung                   | Непал           | Захворювання          |                   |
| 25 грудня 1989  | Ang Lhakpa Nuru                  | Непал           | Падіння               |                   |
| 29 вересня 1988 | Daniel Bovero                    | Франція         | Висотна хвороба       |                   |
| 12 травня 1988  | Stefan Wörner                    | Швейцарія       | Висотна хвороба       | [ 14 ]            |
| 23 жовтня 1986  | Pierre-Alain Steiner             | Швейцарія       | Падіння               |                   |
| 19 травня 1982  | Reinhard Karl                    | Німеччина       | Лавина                |                   |
| 7 травня 1964   | Alois Thurmayr                   | Німеччина       | Висотна хвороба       |                   |
| 4 травня 1964   | Georg Huber                      | Німеччина       | Висотна хвороба       |                   |
| 2 жовтня 1959   | Chhowang                         | Непал           | Лавина                |                   |
| 2 жовтня 1959   | Ang Norbu                        | Непал           | Лавина                |                   |
| 2 жовтня 1959   | Claudine van der Straten-Ponthoz | Бельгія         | Лавина                |                   |
| 2 жовтня 1959   | Claude Kogan                     | Франція         | Лавина                | [ 15 ]            |
| 28 квітня 1958  | Narendra Dhar Jayal              | Індія           | Висотна хвороба       |                   |

## Виноски
1. 1 2  Deaths – Autumn 2011. The Himalayan Database. Процитовано 3 вересня 2014.
2. ↑  Famous Korean Climber missing. 8000ers.com. 21 жовтня 2011. Процитовано 3 вересня 2014.
3. ↑  Lezec – Zpravodaj. Lezec.cz. 29 вересня 2011. Процитовано 9 липня 2012.
4. ↑  Deaths – Autumn 2010. The Himalayan Database. Процитовано 3 вересня 2014.
5. ↑  Himalayan Data Base. himalayandatabase.com
6. ↑  Nederlandse bergbeklimmer komt om. nu.nl. 5 August 2002
7. ↑  Fatalities – Cho Oyu. Процитовано 14 жовтня 2012.
8. ↑  Xavier Ormazabal. Процитовано 14 жовтня 2012.
9. ↑  Muere el montañero vasco Xabier Ormazábal en el descenso del Cho Oyu. Процитовано 14 жовтня 2012.
10. ↑  Heart attack felled mountaineering policeman. Melbourne: theage.com.au. 3 червня 2003. Процитовано 9 липня 2012.
11. ↑  Northern Ireland Cho-Oyu Expedition 2002. k2news.com. 17 May 2002
12. ↑  Yershov, A. Russian-Finnish Expedition Cho-Oyu 2000 [Архівовано 2015-06-09 у Wayback Machine.]. cetneva.spb.ru
13. ↑  Noora Toivonen Matkalla taivaaseen. city.fi. 5 травня 2000.
14. ↑  May 12, Born on this day. adventurestats.com
15. ↑  Video. CNN. 23 листопада 1959. Архів оригіналу за 4 грудня 2008. Процитовано 8 травня 2010. [Архівовано 2008-12-04 у Wayback Machine.]